# Mont-Mesly
Pour les articles homonymes, voir Mont.
 (décembre 2009).
Si vous disposez d'ouvrages ou d'articles de référence ou si vous connaissez des sites web de qualité traitant du thème abordé ici, merci de compléter l'article en donnant les références utiles à sa vérifiabilité et en les liant à la section « Notes et références ».
Le Mont-Mesly (prononcé [mɔ̃.mɛ.li]) est un ancien hameau, devenu un quartier, de la ville française de Créteil, dans le département du Val-de-Marne et la région Île-de-France.

## Géographie

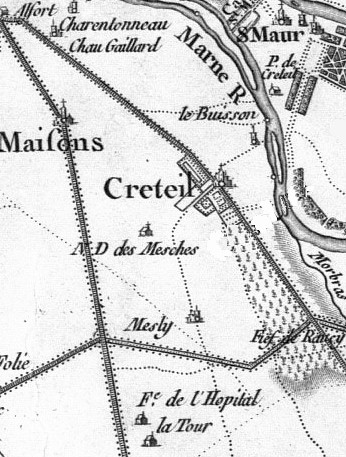
Détail de la carte de Cassini (1750). On y voit Créteil, les Mesches et Mesly.

Distant d'un quart de lieue, vers le sud-ouest du centre historique de Créteil, l'ancien village de Mesly est situé dans une plaine qui continue jusqu'à la Seine. À l'est de Mesly se trouve une colline, le Mont-Mesly qui est une hauteur en bord de Marne culminant à 74 mètres d'altitude.
Le Mont-Mesly est un vestige du tertiaire qui a contraint la Marne à effectuer une boucle pour le contourner.

## Histoire
Mesly est un lieu très ancien qui est appelé Massolacum sous l'Empire romain.

### Moyen Âge
C'est à Mesly, en 613, que Clotaire II y tint une assemblée des Grands du Royaume et que Dagobert Ier y fut reconnu roi en 637.

#### Le Mont-Mesly, terre de l'abbaye de Saint-Maur
Dans le cartulaire de Saint-Maur-des-Fossés, sous l'abbé Isembard, il est fait mention d'Adam Major Melliaci qui indique que le lieu de Melliaci appartient, en 1178 puis 1182, à l'abbaye de Saint-Maur.
En 1279, une note écrite indique qu'on l'appelait Melliacum, Melliaco ce lieu toujours détenu par l'abbaye de Saint-Maur : « … in villa de Melliaco manerium cum Grangia et pressorio : taillam etc… ». Dans cette même période, on trouve quelques actes rédigés en français, en langue vulgaire, sous le nom de Melli.

Distincte du terroir de Créteil, la terre de Mesly est nommée Nelliacum au XIIIe siècle. Elle relève alors de l'Abbaye des fossés (Saint-Pierre puis Saint-Maur).
Sous le règne de Charles VI il y avait un hôtel appelé Tour de Mesly qui fut confisqué par le roi d'Angleterre entre 1423 et 1427 : « ... Hôtels nommés la Tour de Mesly, scis à Mesly près Notre-Dame du Mesche, qui furent à Henri du Vivier et Catherine sa sœur, donné à Guillaume Bourdin, l'un de ceux qui firent l'entrée aux gens de Philippe le Bon en cette ville de Paris. »
Le Mont-Mesly est totalement garni de vignes sur sa partie orientale et vers le midi et de plâtrières sur le couchant.

Les habitants de Mesly sont avant tout des laboureurs et surtout vignerons, qui produisent un vin de soif assez réputé, d'abord serfs au service de l'abbaye. Après plusieurs révoltes, ils sont affranchis individuellement et collectivement à la fin du XIIIe siècle ou au début du XIVe siècle.

#### La commanderie des Hospitaliers
La commanderie de Mesy est une ancienne commanderie des Hospitaliers de l'ordre de Saint-Jean de Jérusalem. Guillaume de Cornillon donna en 1198 la seigneurie qu'il possédait à Mesy ainsi que les droits de justice et la chapelle jouxtant la commanderie,. Gaudefroy de Mesnil-Frogier, Ozanne, sa sœur, et Henri des Granches, mari d'Ozanne, firent don, en septembre 1229, de la grange avec les terres et les prés qu'ils possédaient à Mesy et les cens de Sucy, de Limeil, de Créteil et de Valenton contre 21 setiers de blé,.
En 1293, les Hospitaliers achètent à Jean de Choisy, avec le consentement de Pierre de Bombiez, propriétaire, et avec l'agrément de Philippe le Bel, au prix de 1 600 livres, une terre qu'ils associèrent avec la ferme qu'ils avaient embellie et dont ils étaient déjà propriétaires,.
En 1416, la commanderie rapportait 125 livres tournois avec la charge de trois messes par semaine à la chapelle et, en 1756, le revenu était de 1 800 livres pour les 257 arpents de terre.

### Epoque moderne
La terre de Mesly est cédée en 1758 au chapitre de Saint-Maur du Louvre.
La seigneurie de Mesly appartient à l'archevêque de Paris comme celle de Créteil.
À la fin du XVIIe siècle les pierres à plâtres du Mont de Mesly commencent à être exportées systématiquement et la route nouvellement pavée (ancêtre de notre RN 19) permet d'aller à Paris en une heure de cheval.
Claude Le Tonnelier de Breteuil eut à Mesly une propriété achetée en 1607 qui appartenait toujours à la famille au début du siècle suivant.

### Epoque contemporaine

#### Guerre de 1870, les combats de Montmesly
Durant le siège de Paris pendant la guerre franco-allemande de 1870, après un combat, le 17 septembre, Montmesly est fortifié par les Prussiens qui y installent une batterie d'artillerie, qui est canonnée régulièrement et donne lieu à des combats le 30 novembre 1870 faisant 179 morts.

#### Seconde Guerre mondiale
Entre 1941 et 1944, l'armée allemande installa un poste de guet aérien sur le mont.

## Urbanisation

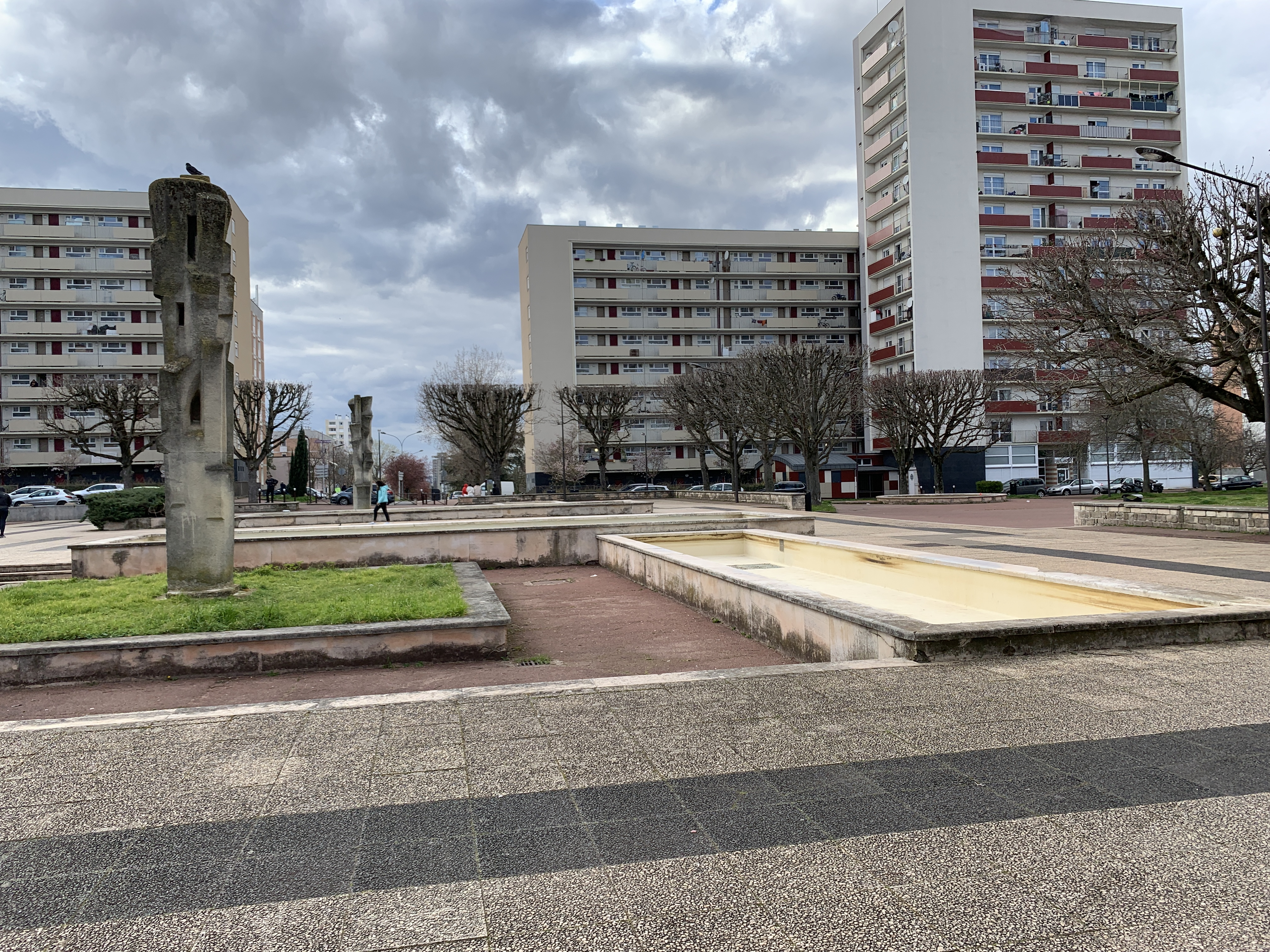
Place de l'Abbaye.

Au début des années 1950, il a fallu absorber l'exode rural, reconstruire ce qui avait été détruit durant la guerre, supprimer les îlots insalubres, nombreux à l'époque, et reloger leurs occupants.
La Caisse des dépôts et consignations - par la filiale "Société civile immobilière de la Caisse des dépôts et consignations" (SCIC) sera chargée de gérer une partie des fonds collectés et de promouvoir la construction d'ensembles résidentiels tant en province qu'en région parisienne ; le plus connu d'alors se situait à Sarcelles.
Le site du Mont Mesly fut également choisi pour y implanter 6 400 logements répartis en 148 immeubles sur 88,9 hectares. Les premiers chantiers démarrent en 1956 pour s'achever sur les plans de Charles-Gustave Stoskopf, architecte, prix de Rome.
Sortent d'abord de terre les six immeubles du lieu-dit « Les Émouleuses ». Les travaux seront ensuite menés à l'est de la rue Juliette-Savar, du nord vers le sud, puis sur la pente ouest du Mont-Mesly.
D'autres réalisations verront le jour à proximité du Grand Ensemble de la SCIC : le groupe du Porte-Diner de 130 logements (au nord) et les Moteaux de 238 logements (au sud), les immeubles situés en bordure de la nationale 19 de part et d'autre de la rue du Docteur-Casalis (à l'est). Au sud sont construits les 488 logements de la Habette (1968), ceux du Square Martinez avec 183 logements, et de 1983 à 1987, les 663 logements des Coteaux du sud.
Le Mont-Mesly (dont les habitants se nomment les Mesly-montains) compte actuellement 8 000 logements desservis par les transports en commun, autobus et métro, avec de nombreux équipements sociaux et culturels ainsi que des commerces répartis sur l'ensemble de ce secteur.
Le quartier est divisé en trois sous-quartiers :
- Le Haut du Mont-Mesly,
- Le Bas du Mont-Mesly,
- Le Sud du Mont-Mesly (La Habette, le square Martinez et Les Coteaux du Sud).

Le quartier possédait deux « zones sensibles » : la ZRU du haut du Mont-Mesly (3017 habitants) et la ZUS de la Habette-Coteaux du Sud-Square Martinez (5 073 habitants).
Depuis le 30 décembre 2014, les quartiers prioritaires ont remplacé les zones sensibles et il est intégré au vaste Mont Mesly-La Habette-Coteaux Du Sud, avec 7 081 habitants en 2018.
En Janvier 2024, la géographie des QPV a été modifiée, celle du Mont Mesly a été agrandie et passe de 40ha à 51ha, englobe le secteur de la Plumerette et une partie du Kennedy et des Motteaux, la population passe de 7081 habitants à 10 755 habitants.

## Enseignement
- École Allezard (1960-1964)
- École Savignat (1960-1962)
- École Guiblets (1965-1967)
- École Jeu de Paume (1966-1968)
- École La Habette (1969-1970)
- Collège Amédée-Laplace (1958)
- Collège Pasteur (octobre 1963)
- Collège Schweitzer (octobre 1967)
- Lycée Saint-Exupéry (octobre 1967)
- Lycée Édouard-Branly (septembre 1969)

## Édifices cultuels
- Église Saint-Michel du Mont-Mesly
- Salle de prière musulmane de La Habette
- Synagogue

## Équipements et infrastructures
- Salle des fêtes Georges-Duhamel
- Cinéma La Lucarne
- Stade de la Habette
- La MJC du Mont Mesly
- Centre sportif Casalis
- Maison de la Solidarité
- Médiathèque de l'abbaye Nelson Mandela